# Michael Schindler
Michael Schindler (Ulm, 1978) é um virologista alemão, conhecido por descobertas sobre a patogenicidade do vírus da imunodeficiência humana (HIV).

## Vida
Schindler estudou biologia na Universidade de Ulm, obtendo o diploma em 2002. Descobriu em sua tese de doutorado em 2006 na Universitätsklinik Ulm (Institut für Virologie) a causa da patogenicidade do HIV (AIDS) em comparação com virus aparentados em macacos. O papel central das proteínas Nef na AIDS foi demonstrado em 1995 por seu orientador Frank Kirchhoff.
Recebeu o Prêmio Paul Ehrlich e Ludwig Darmstaedter para jovens pesquisadores de 2007.

## Publicações selecionadas
- Schindler, J. Münch, O. Kutsch, Kirchhoff u. a.: Nef-mediated suppression of T cell activation was lost in a lentiviral lineage that gave rise to HIV-1. In: Cell, Volume 125, 2006, p. 1055–1067, PMID 16777597.
- Herwig Koppensteiner, Ruth Brack-Werner, Schindler: Macrophages and their relevance in Human Immunodeficiency Virus Type I infection. In: Retrovirology, Volume 9, 2012, p. 82